# Trębki Nowe
Trębki Nowe – wieś sołecka w Polsce położona w województwie mazowieckim, w powiecie nowodworskim, w gminie Zakroczym. Dawna nazwa miejscowości: Nowe Trębki.
W latach 1975–1998 miejscowość administracyjnie należała do województwa warszawskiego.